# Životice (district de Plzeň-Sud)
Pour les articles homonymes, voir Životice.
Životice (en allemand : Schiwotitz, précédemment : Žiwotitz) est une commune du district de Plzeň-Sud, dans la région de Plzeň, en République tchèque. Sa population s'élevait à 52 habitants en 2022.

## Géographie
Životice se trouve à 8 km à l'est-sud-est de Nepomuk, à 38 km au sud-ouest de Plzeň et à 87 km au sud-ouest de Prague.
La commune est limitée par Kasejovice à l'ouest, au nord et à l'est, et par Oselce au sud.

## Histoire
La première mention écrite de la localité date de 1425.

## Galerie

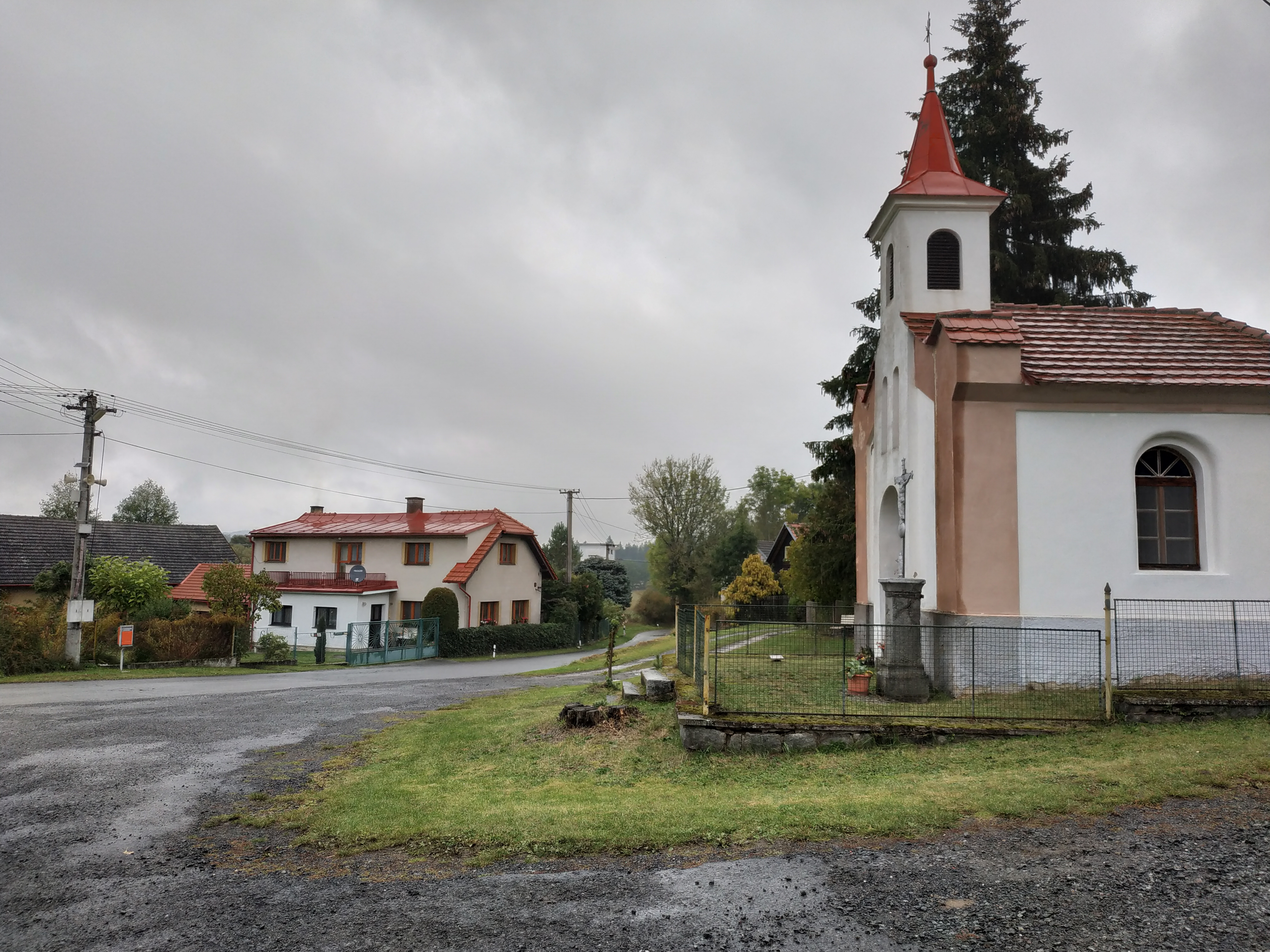
Village de Životice.

## Transports
Par la route, Životice se trouve à 8 km de Nepomuk, à 44 km de Plzeň et à 102 km de Prague.